# Spitzschlammschnecke
Die Spitzschlammschnecke (Lymnaea stagnalis), auch Spitzhornschnecke oder kurz Spitzhorn genannt, gehört zur Familie der Schlammschnecken und gilt mit 4,5 bis maximal 7 Zentimeter Gehäuselänge als größte Wasserlungenschnecke Mitteleuropas.

## Merkmale

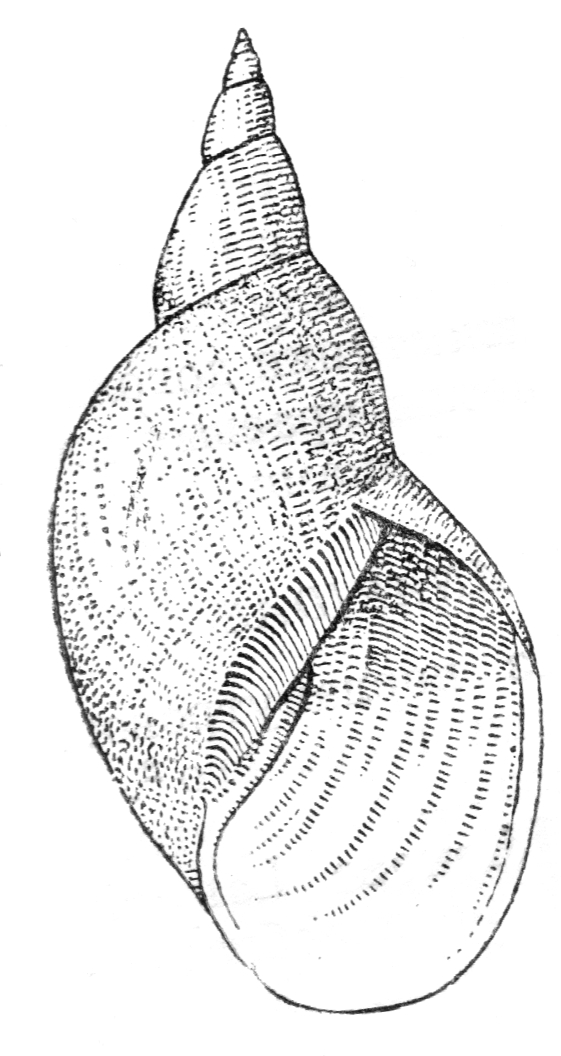
Gehäuse-Zeichnung

Die Art hat ein rechtsgewundenes, relativ dünnschaliges, hornbraunes Gehäuse mit 7,5 Windungen und langer Spitze. Der Nabel ist geschlossen. Die ersten Umgänge nehmen gleichmäßig zu, während die letzte Windung sehr rasch zunimmt und bauchig erweitert ist. Die Gehäuse weisen aber eine erhebliche innerartliche Variabilität auf, etwa in Abhängigkeit vom Lebensraum. So haben Exemplare in Brandungszonen großer Seen verkürzte Gewinde und eine breitere Mündung samt Fuß. Tiere, die im bewegten Wasser von Schilfröhricht leben, bilden am äußeren Mündungsrand einen Haken, mit dem sie Schilfhalme umklammern. Der Weichkörper ist grau bis braun gefärbt. Die Fühler sind groß und dreieckig; an ihrer Basis sitzen die Augen.

## Verbreitung, Lebensraum und Lebensweise

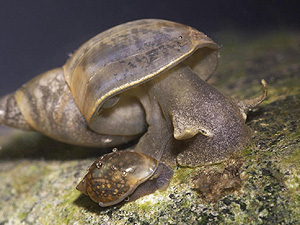
Größenvergleich mit einer anderen Wasserschnecke aus der Familie der Blasenschnecken (Vordergrund)

Die Spitzschlammschnecke kommt holarktisch vor. In Skandinavien reicht das Verbreitungsgebiet bis Nordnorwegen. In Mitteleuropa kommt sie bis in Höhen von 1700 m vor. Man findet die Art sehr häufig in größeren Tümpeln, Weihern, Seen, Gräben und Flachlandflüssen mit reicher Unterwasserverkrautung.
Sie toleriert pH-Werte von 6,5 bis 9, fehlt also beispielsweise in sauren Moorgewässern und anderen kalkarmen Habitaten. Das zeitweilige Trockenfallen ihres Lebensraumes und das Durchfrieren von Gewässern im Winter kann sie überstehen. Ferner werden Salzgehalte bis 0,7 Prozent ertragen, und so kommt die Spitzschlammschnecke auch in der nördlichen Ostsee vor, wo sie allerdings mit 20 bis 30 mm Gehäuselänge deutlich kleiner bleibt. Ab 26 °C Wassertemperatur steigt die Sterblichkeit infolge Sauerstoffmangels stark an.
Zum Nahrungsspektrum zählen in erster Linie Algen, dazu weiche und verrottende Teile anderer Wasserpflanzen, organische Schweb- und Sinkstoffe (Detritus), aber auch Aas sowie der Laich verschiedener Tiere. Die Schnecke bewegt sich auf einer Schleimspur fort und kann damit sogar auf der Unterseite des Häutchens der Wasseroberfläche entlanggleiten. Sie ist auch in der Lage, nach oben oder unten frei zu schwimmen. Dabei rollt sie ihren Körper zu einer Art Röhre zusammen und zeigt mit dem Kopf in die gewünschte Richtung. Dies ist insbesondere bei mittelgroßen Tieren in der Wachstumsphase zu beobachten. Zum Atmen kommt sie an die Wasseroberfläche und füllt ihre Mantelhöhle mit Luft. Aber auch über die intensiv durchbluteten Fühler wird mittels Hautatmung Sauerstoff aus dem Wasser aufgenommen. Bei Gefahr stößt sie neben Luft auch Hämolymphe aus und sinkt auf den Grund. Von dieser Stressreaktion erholt sie sich nach circa 24 Stunden. Wenn sie sich stark vermehren, können Spitzschlammschnecken in kleineren Gewässern andere Schneckenarten verdrängen. Bei Überpopulation fressen sie auch ihren eigenen Laich.
An Schlammschnecken lebt mitunter gesellig der Borstenwurm Chaetogaster limnaei. Auch sind sie Zwischenwirt von Saugwurmlarven der Art Trichobilharzia ocellata, den später so genannten Zerkarien (vergleiche auch Badedermatitis).
Der Saprobienindex für die Spitzschlammschnecke beträgt 1,9.

## Fortpflanzung

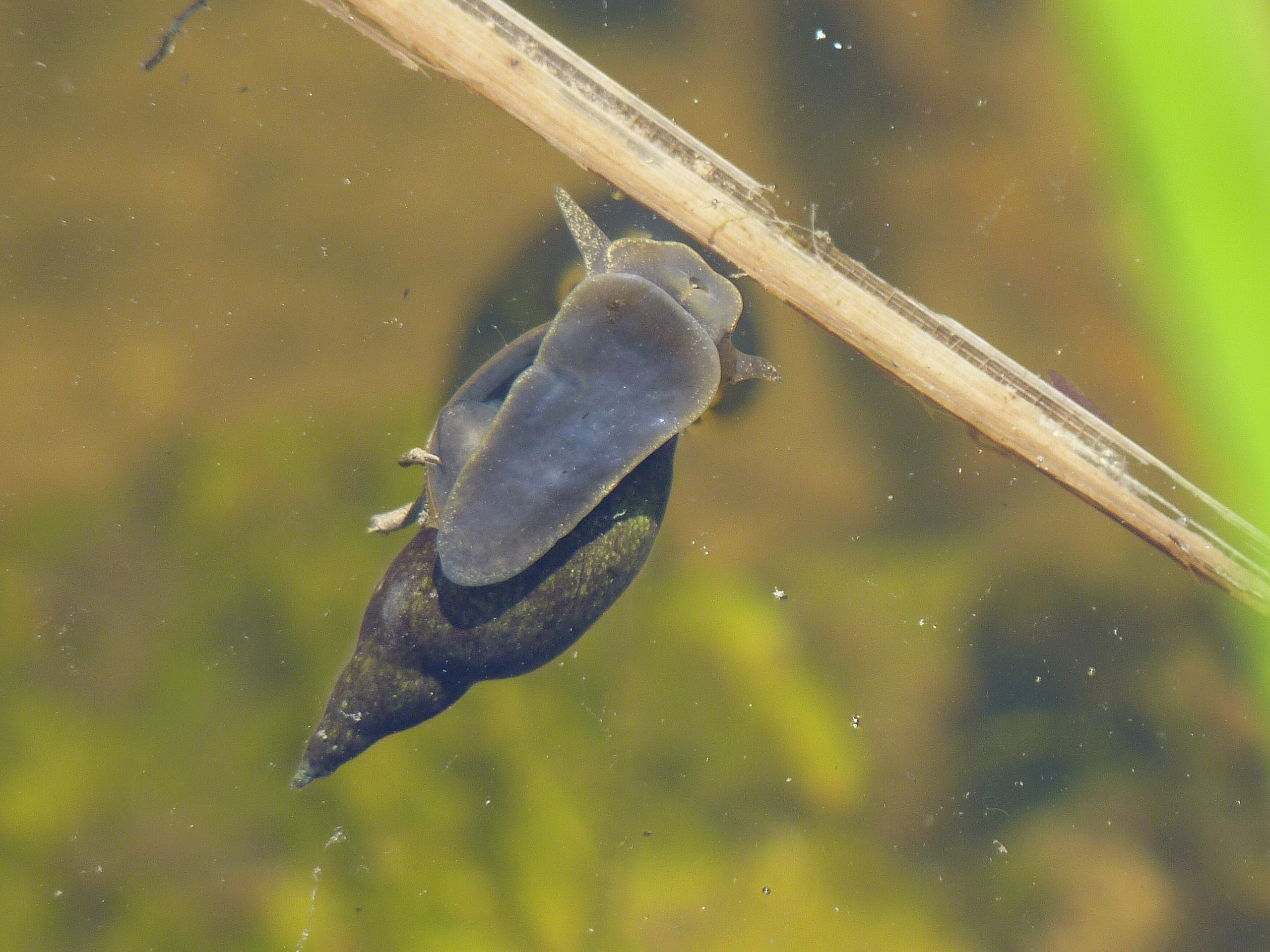
Spitzschlammschnecke gleitet auf der Unterseite des Häutchens der Wasseroberfläche entlang.

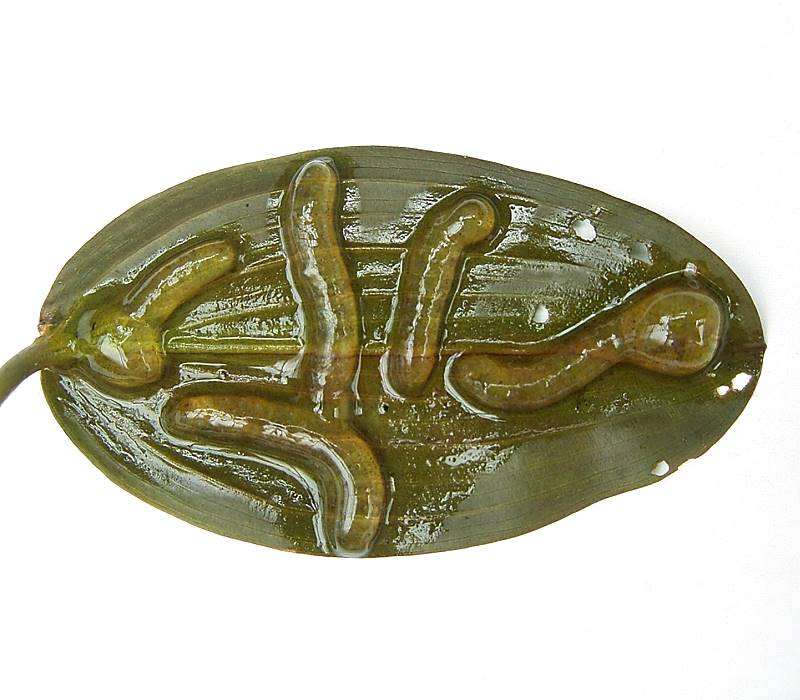
Laichschnüre auf der Unterseite eines Schwimmblattes des Schwimmenden Laichkrauts

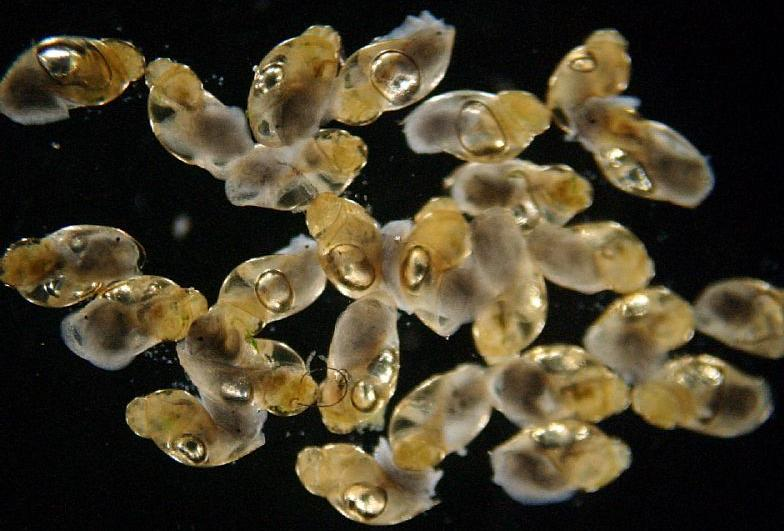
Schlüpflinge

Die zwittrigen Tiere sind mit ungefähr 10 Wochen geschlechtsreif, befruchten sich jedoch nicht wechselseitig, sondern stets nur in einer Richtung. Nach der Befruchtung werden festgallertige Laichschnüre an Wasserpflanzen angeheftet, die bis zu 200 Eier enthalten können. Aus den Eiern schlüpfen je nach Wassertemperatur nach etwa 14 Tagen die fertig entwickelten Jungen. Sie können drei bis vier Jahre alt werden.

## Systematik
DNA-Untersuchungen und Kreuzungsversuche haben ergeben, dass Populationen, die früher als Lymnaea stagnalis bestimmt worden sind, in Wirklichkeit eigenständige Arten sind. Daher ist das genannte Verbreitungsgebiet möglicherweise viel zu ausgedehnt angegeben.

## Haltung
Spitzschlammschnecken können recht pflegeleicht in einem Kaltwasserbecken bei Zimmertemperatur gehalten werden. Direkte Sonneneinstrahlung ist zu vermeiden. Sie fressen verschiedene Sorten Gemüse, Salat, Kohl, Löwenzahnblätter, aber auch Wasserpflanzen, Algen und Fischfutter. Bei Letzterem nehmen sie sowohl Flocken als auch Futtertabletten an. Bei Salat und anderem Gemüse ist darauf zu achten, dass es nicht mit Pflanzenschutzmitteln belastet ist. Durch Futter, das lange im Wasser liegt und dabei zersetzt wird, entsteht durch die Nitrifikation Nitrat. Häufiges Entfernen von übriggebliebenem Futter und regelmäßiges Auswechseln des Wassers ist notwendig. Ein Stück Sepiaschale für die Kalkzufuhr wird gerne angenommen und ist je nach Wasserhärte ebenfalls wichtig.
Die Spitzschlammschnecken weiden im Aquarium auch Rasen der Grünen Hydra (Hydra viridissima) ab und sind ein biologisches Mittel zur Reduktion des Befalls durch diese Süßwasserpolypen. Schneckenlaich anderer Arten, z. B. der Quellblasenschnecke (Physa fontinalis), wird ebenfalls gefressen.